# Wyeomyia
Genre
Wyeomyia est un genre de moustiques de la famille des Culicidae, de la tribu des Sabethini, présent en zone néotropicale. Il comprend 139 espèces réparties entre 17 sous-genres.
Ils sont difficiles à caractériser, une révision de ce genre semblant nécessaire. 
Les adultes ressemblent aux Limatus et aux Sabethes mais ils s'en distinguent par l'ornementation du scutum qui est couvert d'écailles allant d'une couleur bronzée relativement terne avec un léger éclat métallique (la plupart des espèces) à l'or métallique. Présence de soies préspiraculaires et de soies préalaires
Le stade larvaire possède les caractéristiques suivantes : absence de peigne sur le siphon ; une seule soie 4-X, le peigne du segment VIII comprenant au moins une vingtaine d'écailles.
Ce genre de moustique est associé aux phytotelmes. On le rencontre par exemple dans les broméliacées, les aracées, les bractées florales, le bambou, et les  trous d'arbres des forêts humides du néotropique, et dans les sarracénies du néarctique.
Les adultes sont actifs pendant la journée. La plupart des espèces prennent des repas de sang et certaines femelles se nourrissent sur l'homme. Ils ne transmettent pas de maladies.

## Liste d'espèces
- Sous-genre Antunesmyia Lane & Cerqueira, 1942
- Wyeomyia alani Lane & Cerqueira, 1957
- Wyeomyia colombiana Lane, 1945
- Wyeomyia flavifacies Edwards, 1922

- Sous-genre Caennomyiella Harbach & Peyton, 1990
- Wyeomyia fernandezyepezi  (Cova Garcia, Sutil Oramas & Pulido F., 1974)

- Sous-genre Cruzmyia Lane & Cerqueira, 1942
- Wyeomyia dyari Lane & Cerqueira, 1942
- Wyeomyia forattinii  Clastrier, 1974
- Wyeomyia kummi Lane & Cerqueira, 1942
- Wyeomyia mattinglyi Lane, 1953

- Wyeomyia abebela Dyar & Knab, 1908
- Wyeomyia aequatoriana Levi-castillo, 1954
- Wyeomyia amazonica Levi-castillo, 1954
- Wyeomyia antillarum Floch & Abonnenc, 1945
- Wyeomyia aphobema Dyar, 1918
- Wyeomyia arborea Galindo, 1951
- Wyeomyia arthrostigma (Lutz, 1905)
- Wyeomyia bahama Dyar & Knab, 1906
- Wyeomyia bicornis (Root, 1928)
- Wyeomyia caracula Dyarand Nunez Tovar, 1927
- Wyeomyia celaenocephala Dyar & Knab, 1906
- Wyeomyia charmion Dyar, 1928
- Wyeomyia codiocampa Dyar & Knab, 1907
- Wyeomyia downsi Lane, 1945
- Wyeomyia florestan Dyar, 1925
- Wyeomyia gausapata Dyar & Nunez Tovar, 1927
- Wyeomyia guadians Dyar & Nunez Tovar, 1927
- Wyeomyia haynei Dodge, 1947
- Wyeomyia hemisagnosta Dyar & Knab, 1906
- Wyeomyia hirsuta (Hill & Hill, 1946)
- Wyeomyia hosautos Dyar & Knab, 1907
- Wyeomyia lateralis Petrocchi, 1927
- Wyeomyia leucostigma Lutz, 1904
- Wyeomyia luteoventralis Theobald, 1901
- Wyeomyia lutzi (Lima, 1904)
- Wyeomyia malonopus Dyar, 1919
- Wyeomyia medioalbipes Lutz, 1904
- Wyeomyia melanocephala Dyar & Knab, 1906
- Wyeomyia mitchellii (Theobald, 1905)
- Wyeomyia moerbista (Dyar & Knab, 1919)
- Wyeomyia mystes Dyar, 1924
- Wyeomyia negrensis Gordon & Evans, 1922
- Wyeomyia nigritubus Galindo, Carpenter, Trapido, 1951
- Wyeomyia nunezia Dyar, 1928
- Wyeomyia oblita (Lutz, 1904)
- Wyeomyia occulta Bonne-wepster & Bonne, 1919
- Wyeomyia pampithes (Dyar & Nunez Tovar, 1928)
- Wyeomyia personata (Lutz, 1904)
- Wyeomyia pertinans (Williston, 1896)
- Wyeomyia petrocchiae (Shannon & Del Ponte, 1927)
- Wyeomyia phroso Howard, Dyar, Knab, 1915
- Wyeomyia pseudopecten Dyar & Knab, 1906
- Wyeomyia quasiluteoventralis (Theobald, 1903)
- Wyeomyia robusta Senevet & Abonnenc, 1939
- Wyeomyia rooti (Del Ponte, 1939)
- Wyeomyia roucouyana (Bonne-wepster & Bonne, 1927)
- Wyeomyia sabethea Lane & Cerqueira, 1842
- Wyeomyia schnusei (Martini, 1931)
- Wyeomyia scotinomus (Dyar & Knab, 1907)
- Wyeomyia serrata (Lutz, 1905)
- Wyeomyia serratoria (Dyar & Nunez Tovar, 1927)
- Wyeomyia shannoni Lane & Cerqueira, 1942
- Wyeomyia simmsi Dyar & Knab, 1908)
- Wyeomyia smithii (Coquillett, 1901) - Moustique de la Sarracénie[1]
- Wyeomyia stonei Vargas, Martinez, Palacios, 1953
- Wyeomyia subcomplosa (Del Ponte, 1939)
- Wyeomyia tarsata Lane & Cerqueira, 1942
- Wyeomyia taurepana Anduze, 1941
- Wyeomyia telestica Dyar & Knab, 1906
- Wyeomyia testei Senevet & Abonnenc, 1939
- Wyeomyia ulocoma (Theobald, 1903)
- Wyeomyia undulata Del Ponte & Cerqueira, 1938
- Wyeomyia vanduzeei Dyar & Knab, 1906
- Wyeomyia ypsipola Dyar, 1922